# Johnstown (condado de Rock, Wisconsin)
Johnstown es un pueblo ubicado en el condado de Rock en el estado estadounidense de Wisconsin. En el Censo de 2010 tenía una población de 778 habitantes y una densidad poblacional de 8,31 personas por km².

## Geografía
Johnstown se encuentra ubicado en las coordenadas 42°43′2″N 88°50′5″O / 42.71722, -88.83472. Según la Oficina del Censo de los Estados Unidos, Johnstown tiene una superficie total de 93.62 km², de la cual 93.47 km² corresponden a tierra firme y (0.16%) 0.15 km² es agua.

## Demografía
Según el censo de 2010, había 778 personas residiendo en Johnstown. La densidad de población era de 8,31 hab./km². De los 778 habitantes, Johnstown estaba compuesto por el 99.49% blancos, el 0% eran afroamericanos, el 0% eran amerindios, el 0% eran asiáticos, el 0% eran isleños del Pacífico, el 0.13% eran de otras razas y el 0.39% pertenecían a dos o más razas. Del total de la población el 0.77% eran hispanos o latinos de cualquier raza.